# Tubarão-nervoso
O tubarão-nervoso (Carcharhinus cautus) é uma espécie de tubarão pertencente à família Carcharhinidae, assim chamado devido ao seu comportamento tímido em relação aos humanos. É comum em águas costeiras rasas do norte da Austrália, Papua-Nova Guiné e Ilhas Salomão. Este tubarão pequeno, de coloração acinzentada ou acastanhada, mede geralmente entre 1 a 1,3 metro de comprimento, possui focinho curto e arredondado, olhos ovais e uma segunda barbatana dorsal relativamente grande. As margens anteriores da maioria das barbatanas têm uma fina borda preta, e o lobo inferior da barbatana caudal apresenta a ponta preta.
Pequenos peixes ósseos são a principal presa do tubarão-nervoso, embora crustáceos, moluscos e serpentes também possam ser consumidos. Ele é vivíparo, com os embriões em desenvolvimento nutridos por uma conexão placentária. Detalhes de sua história de vida variam conforme a latitude — por exemplo, o período de reprodução e a duração da gestação. As fêmeas produzem ninhadas de um a seis filhotes, anualmente ou bienalmente. Inofensivo aos humanos, o tubarão-nervoso é capturado como fauna acompanhante por pesca com rede de emalhar costeira e, possivelmente, por linhas e redes de arrasto. A União Internacional para a Conservação da Natureza (IUCN) o classificou como espécie pouco preocupante.

## Taxonomia e filogenia
O ictiologista australiano Gilbert Percy Whitley [en] descreveu originalmente o tubarão-nervoso como uma subespécie de Galeolamna greyi (um sinônimo júnior de Carcharhinus obscurus, o tubarão-negro), em uma edição de 1945 da revista científica Australian Zoologist. Ele o nomeou cauta, que significa "cauteloso" em latim, devido ao seu comportamento esquivo na presença de pessoas. Autores posteriores reconheceram este tubarão como uma espécie distinta, classificada no gênero Carcharhinus. O espécime-tipo consiste na pele preservada e dentes de uma fêmea de 92 cm capturada na Baía Shark, Austrália Ocidental.
Com base na morfologia, Jack Garrick [en] sugeriu em 1982 que o tubarão-nervoso é próximo ao tubarão-de-pontas-negras-do-recife (C. melanopterus). Leonard Compagno [en], em 1988, agrupou provisoriamente essas duas espécies com o tubarão-de-focinho-negro (C. acronotus), o tubarão-cobre (C. brachyurus), o tubarão-seda (C. falciformis) e o cação-noturno (C. signatus). A relação próxima entre o tubarão-nervoso e o tubarão-de-pontas-negras-do-recife foi confirmada em um estudo filogenético de 1992 por Shane Lavery, baseado em aloenzimas, e novamente em 2011 por Ximena Vélez-Zuazoa e Ingi Agnarsson, com base em genes de DNA nuclear e mitocondrial.

## Descrição
O tubarão-nervoso possui um corpo robusto, em formato fusiforme, e um focinho curto e amplamente arredondado. A margem anterior de cada narina se estende em um lobo fino em forma de mamilo. Os olhos, moderadamente grandes, são ovalados horizontalmente e equipados com membranas nictitantes. A boca não apresenta sulcos conspícuos nos cantos e contém 25–30 fileiras de dentes superiores e 23–28 inferiores. Os dentes superiores são estreitos, angulados e com bordas grosseiramente serrilhadas. Os dentes inferiores são mais finos, verticais e com serrilhas mais delicadas. As cinco pares de fendas branquiais têm comprimento médio.
As barbatanas peitorais são moderadamente longas, estreitas e pontudas. A primeira barbatana dorsal origina-se sobre as extremidades posteriores livres das barbatanas peitorais; é grande, em forma de foice, com ápice pontudo. A segunda barbatana dorsal, posicionada oposta à barbatana anal, é relativamente grande e alta. Não há crista entre as barbatanas dorsais. Uma incisura em forma de crescente está presente no pedúnculo caudal, logo antes da origem da barbatana caudal superior. A barbatana caudal é assimétrica, com um lobo inferior forte e um lobo superior mais longo, com uma incisura ventral próxima à ponta. Os dentículos dérmicos são sobrepostos e possuem três cristas horizontais (cinco em indivíduos maiores) que levam a dentículos marginais. A coloração é bronzeada a cinza na parte superior e branca na inferior, com uma faixa branca no flanco. Uma linha preta fina percorre as margens anteriores das barbatanas dorsais, peitorais e do lobo superior da barbatana caudal, assim como a margem posterior da barbatana caudal; o lobo inferior da barbatana caudal e, às vezes, as barbatanas peitorais também têm pontas pretas. O tubarão-nervoso geralmente atinge 1–1,3 metro de comprimento, podendo chegar a 1,5 metro. As fêmeas são maiores que os machos.

## Distribuição e habitat
O tubarão-nervoso é encontrado sobre plataformas continentais e insulares no norte da Austrália, da Baía Shark a oeste até a Baía de Moreton [en] a leste, além de Papua-Nova Guiné e Ilhas Salomão. É um dos tubarões mais comuns no Porto de Darwin, no Golfo de Carpentária e na Baía Shark. Habita geralmente águas rasas próximas à costa, até pelo menos 45 metros de profundidade. Parece preferir áreas com manguezais e fundos arenoso-lodosos, evitando locais com densa cobertura de ervas marinhas.

## Biologia e ecologia

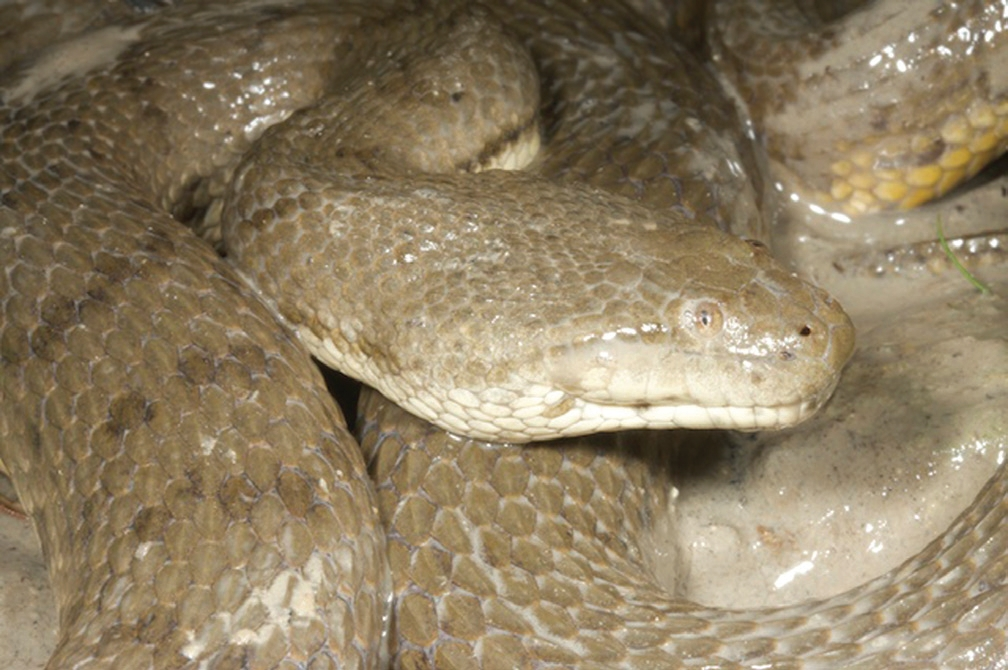
A serpente Cerberus rynchops é ocasionalmente consumida pelo tubarão-nervoso.

A dieta do tubarão-nervoso consiste principalmente de pequenos peixes teleósteos (como peixes das famílias Atherinidae, Sillaginidae, Labridae e Teraponidae). Crustáceos (como camarões, caranguejos e tamarutacas) e moluscos (predominantemente cefalópodes, mas também bivalves e gastrópodes) são fontes secundárias de alimento. Este tubarão também é conhecido por predar ocasionalmente serpentes semiaquáticas, como Cerberus rynchops [en] e Fordonia leucobalia [en]. Um parasita conhecido desta espécie é o mixosporídio Kudoa carcharhini.
Como outros tubarões da família Carcharhinidae, o tubarão-nervoso é vivíparo: após os embriões esgotarem sua reserva inicial de vitelo, são nutridos pela mãe por meio de uma conexão placentária formada a partir do saco vitelino esgotado. Fêmeas adultas possuem um único ovário funcional, à direita, e dois úteros funcionais. O macho morde os flancos da fêmea como prelúdio ao acasalamento. Após o acasalamento, a fêmea armazena o espermatozoide por cerca de quatro semanas antes da fecundação. No Porto de Darwin, o acasalamento ocorre de janeiro a março, e o nascimento acontece em outubro e novembro, após uma gestação de oito a nove meses. Na Baía Shark, o acasalamento ocorre de final de outubro a início de novembro, com o nascimento no mesmo período do ano seguinte, após uma gestação de 11 meses, provavelmente devido às temperaturas mais frias da região.
As fêmeas produzem ninhadas anualmente no Porto de Darwin e bienalmente na Baía Shark. O tamanho da ninhada varia de um a seis filhotes, sem correlação com o tamanho da fêmea. Os recém-nascidos, relativamente grandes, medem 35–40 cm de comprimento e nascem em áreas de berçário rasas, como a Baía de Herald, na Baía Shark. A taxa de crescimento dos filhotes é alta para um tubarão; machos e fêmeas atingem a maturidade sexual com cerca de 84 e 91 cm, respectivamente, no Porto de Darwin, e 91 e 101 cm, respectivamente, na Baía Shark. A idade de maturação é cerca de quatro anos para machos e seis anos para fêmeas; a expectativa máxima de vida é de pelo menos 12 anos para machos e 16 anos para fêmeas.

## Interações com humanos
Tímido e difícil de abordar, o tubarão-nervoso é inofensivo aos humanos. É ocasionalmente comercializado para consumo alimentar. Esta espécie é suscetível a ser capturada como fauna acompanhante em redes de emalhar costeiras, como na pesca de perca-gigante (Lates calcarifer) no norte da Austrália, e também pode ser pega com linhas e em redes de arrasto de camarão. A população australiana de tubarão-nervoso não parece estar ameaçada pelas atividades pesqueiras, e a União Internacional para a Conservação da Natureza (IUCN) a classificou como pouco preocupante.